# Once & Future
Once & Future — серия комиксов, которую с 2019 года издаёт компания Boom! Studios.

## Синопсис
Главными героями серии являются престарелая охотница на монстров Бриджит Макгуайр и её внук Дункан. Они противостоят злодею из мифов о короле Артуре, которого воскресила группа националистов.

## Отзывы
На сайте-агрегаторе рецензий Comic Book Roundup, по состоянию на ноябрь 2022 года, серия имеет оценку 9,1 из 10 на основе 307 отзывов. Джесс Шедин из IGN дал первому выпуску 8,3 балла из 10 и похвалил художника, отметив, что «Мора продолжает оставаться одним из величайших творческих талантов в команде Boom! Studios». Карен О’Брайен из Comic Book Resources в целом осталась довольна дебютом серии. Мэтью Агилар из ComicBook.com подчёркивал, что «самым большим достижением Once & Future является новый подход к мифам, на которых основан комикс». Рецензент из Comics Bulletin писал, что «Once & Future #1 — солидный первый выпуск, который подаёт большие надежды».